# Гранбері (Техас)
Гранбері (англ. Granbury) — місто (англ. city) в США, в окрузі Гуд штату Техас. Населення — 10 958 осіб (2020).

## Географія
Гранбері розташоване за координатами 32°25′54″ пн. ш. 97°47′42″ зх. д. / 32.43167° пн. ш. 97.79500° зх. д. (32.431581, -97.794892).  За даними Бюро перепису населення США в 2010 році місто мало площу 35,34 км², з яких 33,38 км² — суходіл та 1,96 км² — водойми.

## Демографія
Згідно з переписом 2010 року, у місті мешкало 7978 осіб у 3559 домогосподарствах у складі 1927 родин. Густота населення становила 226 осіб/км².  Було 4419 помешкань (125/км²).
Расовий склад населення:
| - 93,7 % — білих - 1,1 % — азіатів - 0,7 % — корінних американців - 0,7 % — чорних або афроамериканців - 2,1 % — осіб інших рас |

До двох чи більше рас належало 1,6 %. Частка іспаномовних становила 8,6 % від усіх жителів.
За віковим діапазоном населення розподілялося таким чином: 19,0 % — особи молодші 18 років, 55,3 % — особи у віці 18—64 років, 25,7 % — особи у віці 65 років та старші. Медіана віку мешканця становила 45,4 року. На 100 осіб жіночої статі у місті припадало 86,5 чоловіків;  на 100 жінок у віці від 18 років та старших — 81,8 чоловіків також старших 18 років.
Середній дохід на одне домашнє господарство  становив 66 514 долари США (медіана — 45 606), а середній дохід на одну сім'ю — 84 787 доларів (медіана — 62 384). Медіана доходів становила 51 089 доларів для чоловіків та 40 339 доларів для жінок. За межею бідності перебувало 9,3 % осіб, у тому числі 13,8 % дітей у віці до 18 років та 6,6 % осіб у віці 65 років та старших.
Цивільне працевлаштоване населення становило 3473 особи. Основні галузі зайнятості: освіта, охорона здоров'я та соціальна допомога — 22,5 %, роздрібна торгівля — 13,8 %, науковці, спеціалісти, менеджери — 11,3 %, транспорт — 9,6 %.